# 루하오 (1947년)

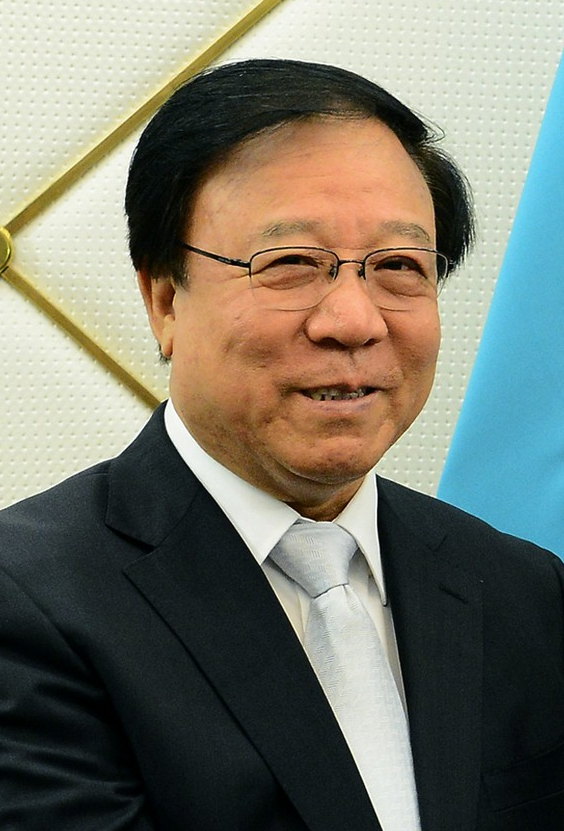

루하오(중국어: 陆浩, 병음: Lù Hào, 1947년 ~ )는 중화인민공화국의 정치인이다. 간쑤성의 중국 공산당 당위원회 서기를 지냈으며, 현재 제11기 전국인민대표대회 상무위원회 위원 겸 외사위원회 부주임이다.

## 생애
허베이성 친황다오시 창리현 출신이며, 2001년부터 2007년까지 간쑤성 성장을 역임했다. 2007년 4월 간쑤성 당위원회 서기로 처음 임명되었고 , 2008년 1월 26일에 제11차 간쑤성 인민대표대회에서 다시 선출되었다.